# جورج ألان هانكوك
جورج ألان هانكوك (بالإنجليزية: George Allan Hancock)‏ هو شخصية أعمال أمريكي، ولد في 26 يوليو 1875 في سان فرانسيسكو في الولايات المتحدة، وتوفي في 31 مايو 1965 في سانتا ماريا في الولايات المتحدة.